# La Higuerita (periódico)
La Higuerita es un periódico español de la ciudad de Isla Cristina, redactado íntegramente en español y de pago. Con una tirada quincenal, es el periódico con más antigüedad de la provincia de Huelva y el tercero de la prensa escrita de Andalucía. Ha tenido su sede de forma continuada en la ciudad de Isla Cristina, excepto un brevísimo periodo de dos semanas (véase El Decano). En 2013 fue distinguido, en el año 98 de su historia, con la Medalla de Oro de la Provincia Huelva.

## Historia

### Antecedentes
En 1910 se inició la publicación del primer periódico editado en Isla Cristina, motivado por la necesidad de trasmitir información a una localidad que se acercaba a los 9.000 habitantes, de la misma manera que otros lugares de la provincia comenzaban a editar los suyos propios. En el primer lustro de publicaciones isleñas se sucedieron periódicos de más o menos efímera duración, ninguno de los cuales superó los 5 años de vida.
A principios de 1915, cuando el único periódico con el que contaba la villa (el título de ciudad no llegaría hasta 1924) era el Ecos de Isla Cristina, era el Argos, un grupo de jóvenes decidía asociarse para editar otra nueva publicación, con periodicidad semanal. Los jóvenes mencionados que decidieron fundador el nuevo semanario fueron Juan Bautista Rubio Zamorano, Manuel Bermúdez, Jaime Casanova Mirabent, Tomás Pérez Romeu, Cervantes de la Vega y Tomás Berasaluce. Esta publicación sería bautizada con el primitivo nombre de Isla Cristina, La Higuerita. Este nacimiento, sin embargo, originó inicialmente burlas por parte de la sociedad por considerarlo algo ridículo, dado el ritmo al que nacían y morían los periódicos en Isla Cristina. Durante los primeros años de La Higuerita varios de sus fundadores fueron retirándose de la empresa y finalmente solo quedó uno de ellos, Juan Bautista, quien continuaría la labor en solitario de mantener el periódico. Nacido en 1887, Bautista inició su carrera en el periodismo, sin titulación aunque con dedicación y actitud suficientes para mantener su edición de firmas continua. Según cuenta Viedma Viso: 

heredó de su padre dicho Bazar que fue atendido por él durante varios años hasta que su afición y dominio de las letras le hizo conseguir crear nuestro periódico La Higuerita el año 1915, contando con 26 años, quedando situada la imprenta en la calle Gómez Bastero. Fallecido en 1968, siguió con la imprenta su hijo Juan Bautista Rubio Milá hasta que, el 1 de septiembre de 1985 se hizo cargo del periódico como propietario y editor el isleño, defensor de su pueblo, Rafael López Ortega.
La Higuerita, José Viedma Viso, julio de 2009

El primer número se editó el 13 de febrero de 1915, tomando los sábados como el día para su distribución. Contaba esta primera edición con 4 páginas. Para conseguir un mayor alcance entre la población, el reparto fue gratuito entre comerciantes, simpatizantes de Isla Cristina e industriales, en general. Se pretendía con esta decisión abarcar y darse a conocer a los potenciales suscriptores y contar con el mayor número de ellos para que se pudiera sustentar y dar continuidad así al periódico, tal y como rezaba el anuncio Ruego de la portada. Además del anuncio indicado, la portada constaba de Nuestra norma, una declaración de intenciones acerca de lo que sería la trayectoria del periódico en lo sucesivo.
La imprenta Sebastián Urbano Vázquez, situada en la calle Angosta nº 22, se encargó de emitir los primeros números del periódico, pasando al cabo de cierto tiempo a estamparse en otra imprenta, también local:  Artes Gráficas Miguel Vázquez, desaparecida en el último tercio del siglo XX. La impresión aquí finalizó el 22 de enero de 1922, cuando el periódico consiguió fondos suficientes para adquirir una imprenta propia.

### El Decano
Tras los primeros años de andanza con el periódico impregnado por ideologías personalistas de los fundadores, en general unos ideales comunes en los jóvenes de la época con cierto grado de autonomía económica, quedó únicamente Bautista como editor en solitario del periódico tal como ya se ha comentado. Mantener la línea original le valió a Bautista un secuestro de la edición en 1916. Para solventar este contratiempo, se trasladó la redacción a Huelva, llevándose a cabo las tareas de plasmarse en papel en las oficinas de la imprenta Gálvez de esa misma ciudad. El secuestro, visto la incapacidad del gobierno local de evitar la continuidad de la edición, fue levantado tras editarse dos números, esto es, el secuestro duró dos semanas. Según queda reflejado en los escritos de Sosa, el secuestro fue motivado a una nueva manera de expresar el periodismo, primando los intereses locales por encima de la política del momento. Durante los años posteriores a la sublevación militar de 1936 y la posterior dictadura, el periódico se vio obligado a adaptar la cabecera con un tono más modesto, entendiendo así Bautista que el momento histórico no era análogo al de 1916 y se hacía imprescindible, para seguir existiendo, adaptarse a la corriente centralista impuesta desde la dictadura. Así, La Higuerita se convierte en un periódico positivista, que no atiende ni critica los desmanes del régimen. Lo más que se consiguió fue evitar que la dictadura prohibiera la publicación del periódico si bien tampoco la apoyó, prueba de lo cual es el diferente tipo de papel con que entre una edición y otra salía a la calle. Puesto que España era un país deficitario en la fabricación del papel, el acceso a este recurso por parte de la imprenta estaba regulado por el régimen; así, La Higuerita hubo de verse en la necesidad de acudir a fuentes alternativas a la oficial para proveerse de papel.
Claudicar a los intereses de la dictadura no fue la elección que hicieron muchos otros periódicos. Ya sea este el motivo principal u otros de índole más estrictamente económica, periódicos más antiguos que La Higuerita se vieron forzados a cerrar como el Argos, periódico nacido también en Isla Cristina, el diario La Provincia (clausurado en 1937, y hasta entonces el decano provincial), o el Diario de Huelva (este último en 1942). Es precisamente tras la desaparición de este, cuando La Higuerita pasa a ser el periódico decano de la provincia.

### Cambio de dirección
Ya entrada la década de 1950, el número de columnistas y colaboradores se incrementa, incorporándose entre otros Rafael López Ortega como redactor. Juan Bautista, ya en su madurez, sigue al frente del periódico, hasta 1968, año de su fallecimiento, momento en que uno de sus hijos, Juan Bautista Rubio Milá, se hace cargo de su edición.
El periódico pasa en los años 1980, con el nacimiento de nuevas imprentas y otras publicaciones periódicas en Isla Cristina, por momento bajos y aparecen problemas de continuidad, haciéndose patente la necesidad de establecer algunas reformas que aseguren su continuidad. En estos momentos se publicaban 8 páginas (formato amplio). La popularización de medios no escritos como la televisión, y la disminución tanto de anunciantes como de suscriptores, llevan a un negativo resultado económico para el periódico. Esto obliga al periódico a buscar nuevas formas de acceso a su público.
Para sobreponerse a su mayor crisis, entre los años 1984-85, se realizaron unos cambios que llevarían a cambiar de enfoque, modernizar los medios y dejar paso a nuevas ideas con más empuje y mejores resultados, de forma que Juan Bautista Rubio Milá acepta ceder la dirección, toda vez que su dedicación o, al menos, sus resultados no estaban a la altura de los de su padre. Tras negociaciones clave en la vida de La Higuerita, para evitar la desaparición del periódico a medio plazo, Rubio Milá deja la dirección y la cede a uno de sus más experimentados colaboradores, Rafael López Ortega, a la sazón redactor desde hacía 30 años en el periódico, ambos fueron compañeros y amigos durante gran parte del recorrido de la cabecera. Con el conocimiento de la empresa y el interés necesario para tomar el relevo, López Ortega asume la responsabilidad de su continuidad, sin oposición. El traspaso se hizo efectivo el 1 de septiembre de 1985, tanto como propietario como como director, lo que haría posible la continuidad, conservar su título de decano de la prensa provincial y modernizar el medio. López Ortega realiza cambios de estilo para adaptarse a una nueva imprenta más moderna, pasando a formato folio, con periodicidad quincenal y ampliando el número de páginas, incluyendo posteriormente páginas en color. Este cambio se plasma en el histórico Para que no muera editado en la fecha señalada del 1 de septiembre de 1985 en la portada de La Higuerita.

### Época reciente
En el año 2000 La Higuerita continúa con las reformas con el objetivo de mantener su sostenibilidad. López Ortega continua como propietario pero deja la dirección temporalmente a Vicente López Márquez en enero de 2001. Se acuerda darle un nuevo aspecto al periódico, modernizando la maquetación, los contenidos y sobre todo el tamaño, que es ampliado considerablemente. El número de páginas pasa a ser de 24 de forma general y puntualmente llega a las 28 (la cabecera sigue estando en tamaño folio). La impresión a todo color de algunas páginas se hace una constante y aparece en 2002 un suplemento de cuatro páginas denominado LH. Aumenta la tirada hasta 1.250 ejemplares cada quincena. Todo ello es posible con el apoyo de los anunciantes conseguidos en sucesivas campañas de captación. Tras pocos años y motivada por cierta deriva perjudicial para la cabecera, López Ortega recupera nuevamente la dirección del periódico.
La modernización continúa y el 15 de mayo de 2009 nace la edición digital del periódico: periodicolahiguerita.com. Ello hace que la tirada disminuya ligeramente, pasando de su máximo de 1.350 a unos 1.300 (en contraste, el periódico de mayor tirada de la capital onubense tenía algo más de 8.000). Esta edición digital alcanza las 800 visitas diarias de media en su primer año de vida, llegando a superar las 1000 en los días de más actividad, con visitantes desde más de 20 países. En 2017 se reforma completamente la edición digital tras el retiro definitivo de López Ortega de la gestión del periódico, asumiéndola una junta con Esteban Magaz como director al frente de la sociedad que gestiona el periódico.
El periódico cambia de sede en 2010, desde la anterior de la calle Carreras, hasta la calle Serafín Romeu Portas número 30, una localización más céntrica que la anterior. Señalar que la calle Carreras a principios del siglo XX era una de las principales arterias comerciales de Isla Cristina, además de ser el punto de entrada a la Isla desde el norte, por llegar a ella el puente Carreras que cruzaba la ría del mismo nombre.
Hasta el año 1980 se habían editado en Isla Cristina más de 20 periódicos, a partir de ese momento se hace difícil seguir el recorrido de todas las ediciones que en muchos casos han sido tan efímeras que han existido tan solo durante pocas semanas.
En 2010, se llega a los 1.100 suscriptores, enviándose no sólo a un gran número de ciudades españolas, sino a otros 14 países, siendo el cuarto periódico (impreso o digital) más antiguo de Andalucía, solo superado por algunos años por las publicaciones Diario de Cádiz, El Correo de Andalucía y La Opinión de Cabra.
La Higuerita está considerado como un excelente fondo histórico que aporta documentación del último siglo de Isla Cristina, desde el desembarco de pescado en la lonja, particularmente interesantes durante el llamado periodo del oro azul, hasta actividades festivas, religiosas o políticas locales que gracias a su edición continuada no se han perdido. La Higuerita, con el paso de las décadas, ha venido a cubrir un vacío de referencias históricas del día a día de Isla Cristina originado el fallecimiento del principal cronista, el Padre José Miravent, en 1857. Ha sido la existencia de La Higuerita la que ha permitido llegar hasta hoy datos de sociedad, costumbres, letras de comparsas, eventos culturales o visitas históricas entre otras muchas curiosidades.

## Premios y reconocimientos
En el ámbito de reconocimientos locales, el periódico figura entre los nombres del callejero isleño, donde tiene dedicada una calle con el nombre de Semanario La Higuerita (calle situada en el lateral este del C.P. Sebastián Urbano Vázquez, de creación relativamente reciente en la historia de la localidad). También tiene el reconocimiento del Ilustrísimo Ayuntamiento de Isla Cristina, amén de USISA y otras entidades.
Fue homenajeado por la Asociación de la Prensa de Huelva en 2006 al concederle el Premio Ángel Serradilla. Además, al fundador se le ha dedicado el Centro Cultural Polivalente Juan Bautista Rubio Zamorano. También, el editor y director posterior ha recibido homenaje unánime de la Corporación Municipal en el año 2009 dedicándole el centro cultural inaugurado en el mismo año junto a la carretera de la Playa; el Centro Cultural Municipal Rafael López Ortega.
La Junta de Andalucía reconoció al periódico con la distinción Huelva-Junta 2010 por su trayectoria, cuando se cumplieron 95 años de su fundación.
Finalmente, en 2013, recibió la Medalla de Oro de la Provincia Huelva, un premio que recibieron también la ONCE y Sánchez Romero Carvajal.